# حمام کاکامیر
حمام کاکامیر یک حمام با قدرده‌بندی مت ۴۰۰ سال است که در دوران قاجاریه بنا شده‌است و یکی از مکان‌های دیدنی و شهرستان بافق می‌باشد.
این حمام به شماره ۱۴۵۹۳ در تاریخ ۱۶ اسفند ۸۴ در فهرست آثار ملی ایران به ثبت رسیده‌است.

## آثار ملی ایران
1. ↑  «پایان مرمت حمام کاکامیر بافق». جام‌جم. ۷ خرداد ۱۳۸۹. دریافت‌شده در ۱۴ فروردین ۱۳۹۷.[پیوند مرده]